# تصوير جزيئي
التصوير الجزيئي هو أحد مجالات التصوير التشخيصي الطبي التي تعنى بتصوير الجزيئات الهامة طبيًا داخل المرضى الأحياء. يعاكس هذا الوسائل التقليدية المستخدمة في تحصيل المعلومات الجزيئية من العينات النسيجية المحفوظة، مثل علم الأنسجة. تُقسم الجزيئات ذات الأهمية إلى نوعين، الجزيئات المنتجة طبيعيًا في الجسم، وتلك التي تُصنع في المختبرات ثم تُحقن داخل المريض عبر الأطباء. يمثل حقن مادة التباين (على سبيل المثال، الفقاعة المكروية، أو الأيون المعدني أو النظائر المشعة) داخل المجرى الدموي للمريض، ثم استخدام أحد أشكال التصوير (على سبيل المثال، الموجات فوق الصوتية، أو التصوير بالرنين المغناطيسي، أو التصوير المقطعي المحوسب أو التصوير المقطعي بالإصدار البوزيتروني) بهدف تتبع حركتها في الجسم، المثال الأكثر شيوعًا على التصوير الجزيئي المستخدم سريريًا في وقتنا الحالي. نشأ التصوير الجزيئي كأحد مجالات علم الأشعة نتيجة الحاجة إلى فهم العمليات الجزيئية الأساسية داخل الكائنات الحية بشكل أفضل دون استخدام وسائل باضعة.
يتمثل الهدف الأقصى للتصوير الجزيئي في امتلاك القدرة على المراقبة غير الباضعة للعمليات الكيميائية الحيوية التي تحدث داخل الكائنات الحية في وقت حدوثها الفعلي. تشمل الأبحاث الحالية في مجال التصوير الجزيئي البيولوجيا الخلوية/الجزيئية، والكيمياء والفيزياء الطبية، وتصب تركيزها على: 1) تطوير وسائل التصوير القادرة على كشف أنواع الجزيئات غير القابلة للكشف سابقًا، 2) توسيع كمية ونوع مواد التباين المتاحة، 3) تطوير مواد التباين الوظيفية القادرة على توفير معلومات حول النشاطات المختلفة التي تؤديها الخلايا والنسج في أوقات الصحة والمرض.

## وسائل التصوير
يوجد عدد مختلف من وسائل التصوير ممكنة الاستخدام من أجل التصوير الجزيئي غير الباضع. يمتلك كل منها عددًا من المزايا والعيوب، ويتوفق بعض منها في قدرته على تصوير الأهداف المتعددة.

### التصوير بالرنين المغناطيسي
يمتلك التصوير بالرنين المغناطيسي «إم آر آي» مزايا عديدة، بما في ذلك الدقة المكانية العالية جدًا والقدرة المتفوقة في التصوير المورفولوجي والتصوير الوظيفي. على الرغم من ذلك، يواجه «إم آر آي» عددًا من العيوب. أولًا، تتراوح حساسية «إم آر آي» بين 10-3 مول/لتر و10-5 مول/لتر، إذ تُعد محدودة للغاية مقارنة بأنواع التصوير الأخرى. تنجم هذه المشكلة عن صغر الفرق بين الذرات في حالة الطاقة العالية وحالة الطاقة المنخفضة.  على سبيل المثال، يبلغ الفرق بين حالتي الطاقة العالية والمنخفضة ما يقارب 9 جزيئات لكل 2 مليون عند 1.5 تسلا، التي تُعد درجة نموذجية لقوة المجال المستخدم في «إم آر آي» السريرية. تشمل التحسينات المستخدمة لزيادة حساسية «إم آر آي» كلًا من زيادة قوة الحقل المغناطيسي، وفرط الاستقطاب عبر الضخ الضوئي والاستقطاب النوري الديناميكي أو الاستقطاب المحفز بنظير الهدروجين. توجد أيضًا مجموعة من خطط تضخيم الإشارة المعتمدة على التبادل الكيميائي القادر على زيادة الحساسية.
يتطلب التصوير الجزيئي للواسمات الحيوية الخاصة بمرض ما عن طريق استخدام «إم آر آي»، أوساط تباين مستهدفة ذات نوعية واسترخاء (حساسية) عاليين. حتى تاريخنا هذا، أُقيمت العديد من الدراسات المكرسة لتطوير أوساط التباين في التصوير بالرنين المغناطيسي بهدف تحقيق التصوير الجزيئي باستخدام «إم آر آي». بشكل عام، طبُق كل من الببتيدات، والأضداد أو الربيطات الصغيرة ومجالات البروتين الصغيرة، مثل أجسام الألفة «إتش إي آر-2»، من أجل تحقيق الاستهداف. من أجل تحسين حساسية أوساط التباين، تُربط هذه الأجزاء المستهدفة عادة مع أوساط التباين «إم آر آي» عالية الحمولة أو أوساط تباين «إم آر آي» عالية الاسترخاء. سمح التطور الأخير لجزيئات أكسيد الحديد (إم بّي آي أو) مكروية الحجم، على وجه التحديد، بالوصول إلى مستويات غير مسبوقة من الحساسية بهدف كشف البروتينات التي يُعبر عنها بواسطة الشرايين والأوردة.